# Urbanistica di Torregrotta

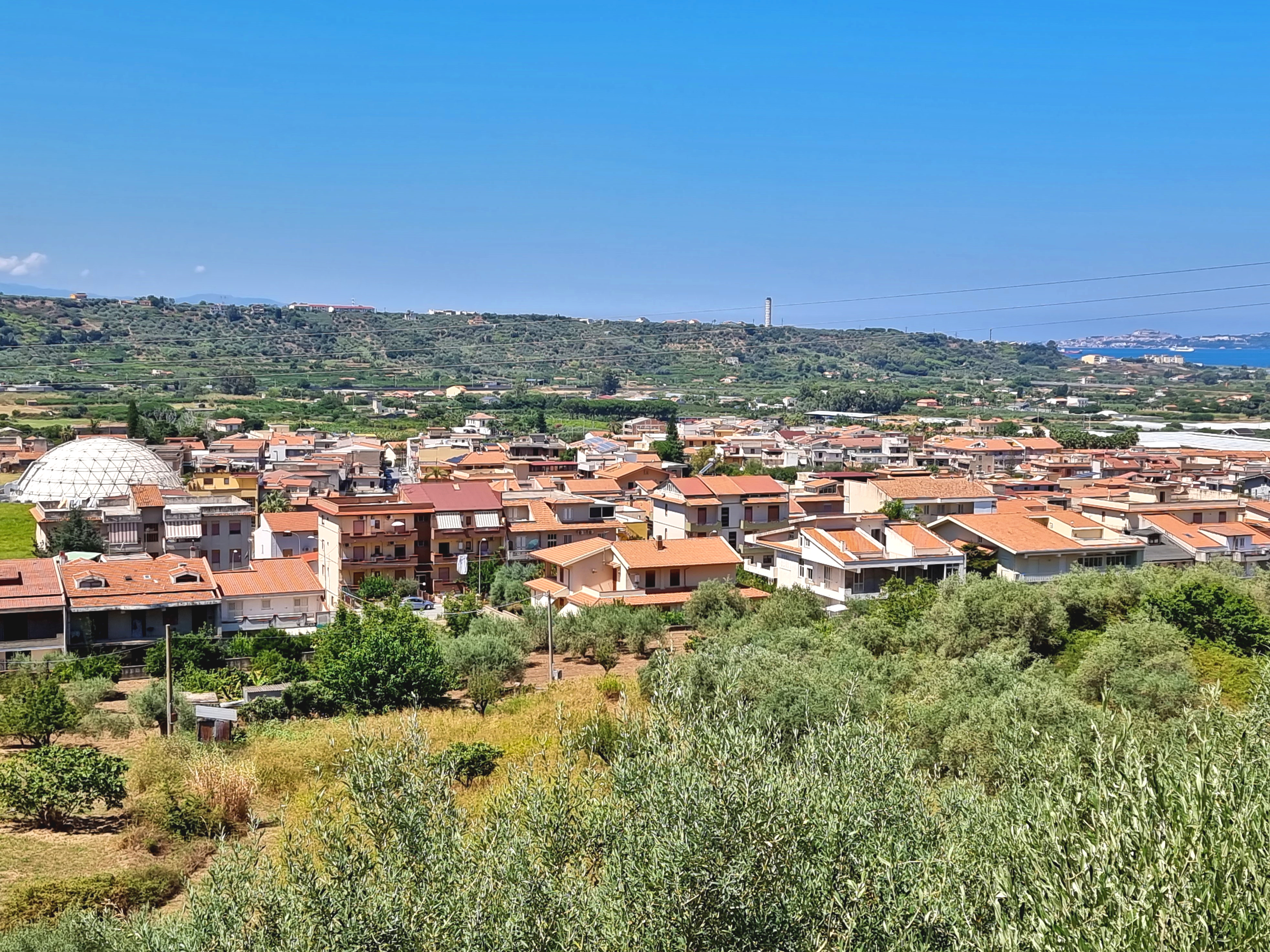
Scorcio panoramico di Torregrotta

L'urbanistica di Torregrotta riguarda le trasformazioni che hanno interessato il territorio urbano della città nelle diverse epoche storiche dal punto di vista dell'architettura e delle infrastrutture, con particolare riferimento alla viabilità.

## Dal Medioevo al XIX secolo

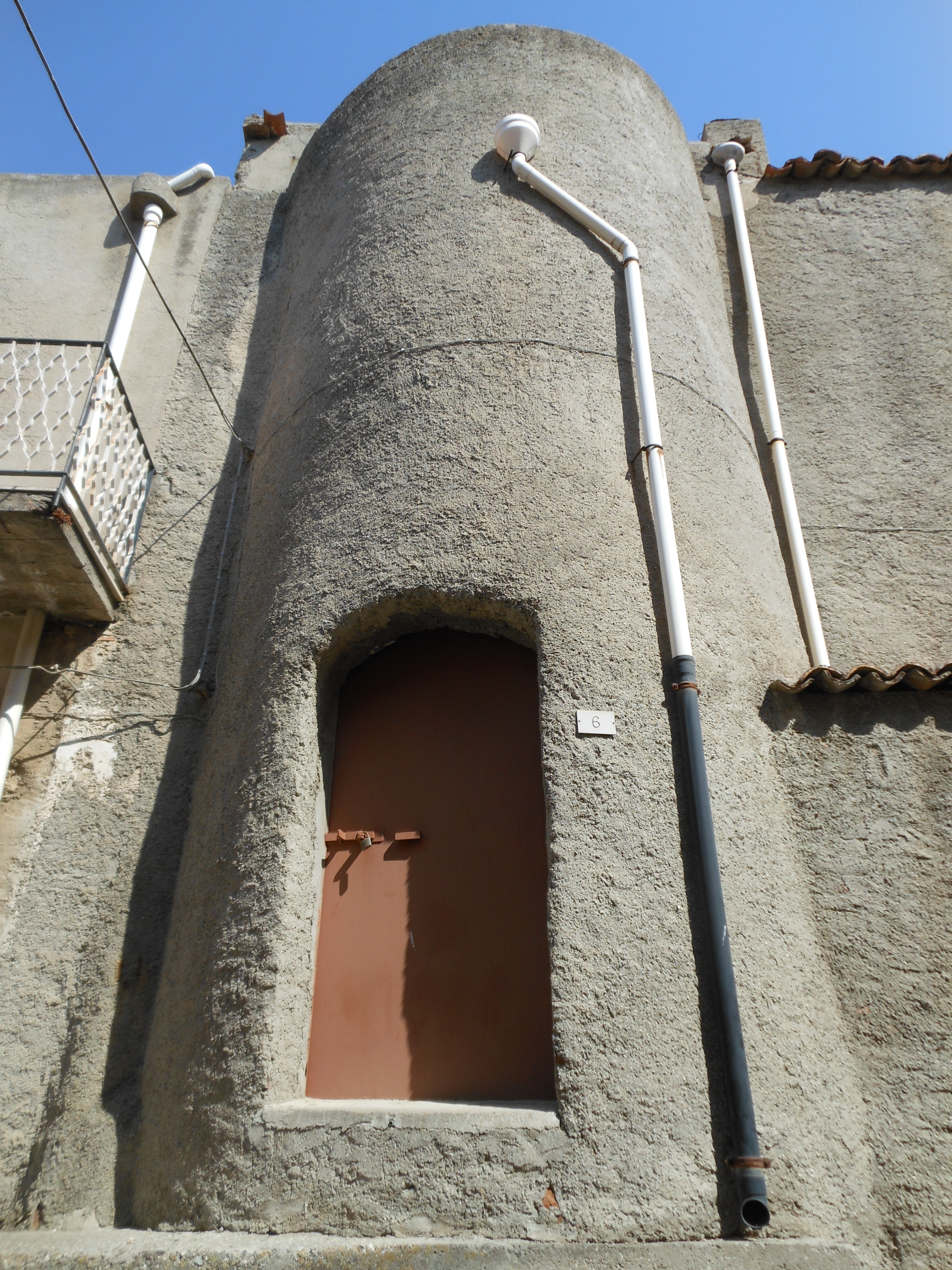
L’unica torre superstite del Castrum cinquecentesco si trova in vico Trieste, incorporata in abitazioni di epoche successive

La storia urbana di Torregrotta ebbe inizio nel marzo del 1168, in l'epoca medievale, con la donazione del Re normanno di Sicilia Guglielmo II al monastero benedettino di Santa Maria della Scala di Messina del Casale del Conte, già abitato dagli arabi e dai bizantini. 
Tuttavia l’origine dell’odierno centro abitato è riconducibile alla Licentia populandi emanata nel 1526 dall'imperatore Carlo V nella quale autorizzava la riedificazione e il ripopolamento dell'antico Casale nel feudo Scala che era stato abbandonato tra il XIV e il XV secolo.
A protezione degli abitanti fu realizzato un Castrum cioè una fortificazione che, secondo le ipotesi avanzate dagli storici, molto probabilmente fu costituita da una palizzata di protezione in legno e da portali d’ingresso in pietra; al suo interno furono edificati gli edifici religiosi e il villaggio formato da semplici capanne e da costruzioni in pietra con tetto in tegole che, oltre a essere delle abitazioni, furono anche utilizzate per controllare e difendere i campi agricoli e che per tale motivo venivano chiamate torri.
Dal XVI secolo e fino al XIX secolo le principali arterie che attraversavano l’odierno territorio comunale e che mettevano in collegamento il Casale con Rocca e le altre località vicine furono la strada litoranea (odierna via Nazionale), la via Maddalena – oggi quasi del tutto scomparsa – che dalla strada litoranea conduceva a Roccavaldina passando attraverso la contrada Maddalena, e l’odierna via San Vito che nel medioevo, secondo gli storici, fu un'importante via di comunicazione la cui origine potrebbe farsi risalire al periodo romano.
A partire dalla seconda metà dell’ottocento, con il risanamento della zona costiera, il centro abitato si sviluppò lungo la strada rotabile (attuale via XXI ottobre) verso la marina e lungo l'odierna via Nazionale, fino ad allora zona agricola e quasi disabitata, divenendo un continuum di abitazioni dalla contrada Grotta alla contrada Scala.

## XX secolo

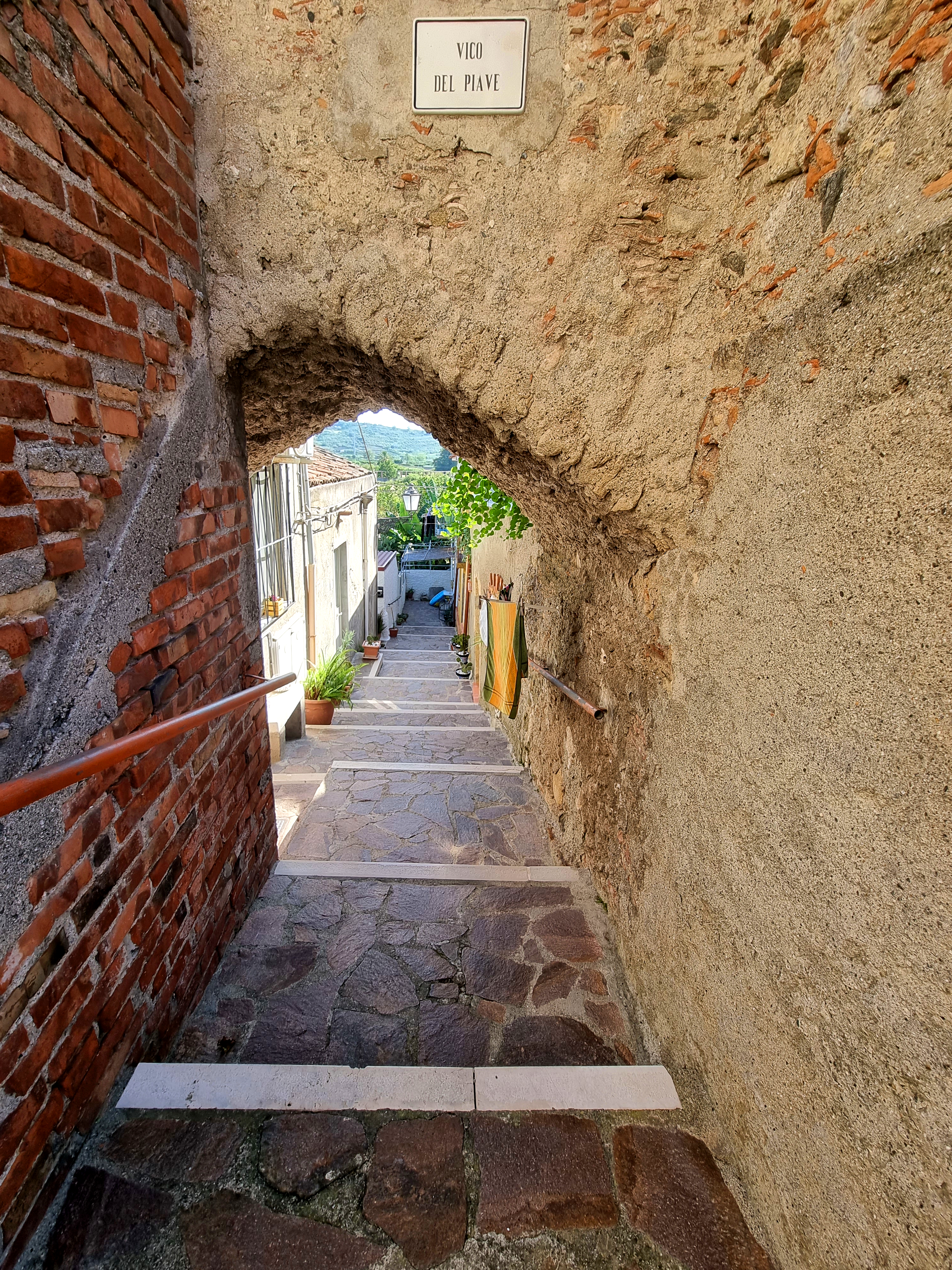
Vico del Piave, centro storico di Torregrotta.

### L’impianto urbanistico storico
Il primo elenco completo delle strade comunali e vicinali presenti a Torregrotta fu stilato il 13 febbraio del 1930 dall’Ufficio Tecnico Catastale di Messina. Sulla scorta di tale documento, l'8 novembre 1930, il podestà Aurelio Coppolino stabilì una regolare toponomastica individuando una piazza, sette vie e dieci vicoli che delineano l’impianto urbanistico storico da cui si sarebbe sviluppata la città nel corso del novecento:
- La piazza: Principe di Piemonte, oggi non più menzionata nella classificazione delle strade, è lo slargo dove si erge il monumento ai caduti[14].
- Le vie: via XXI ottobre (nota in precedenza come strada rotabile, fu così chiamata a memoria della data nella quale fu ottenuta l’autonomia comunale[15][16]), via del Cimitero (nota in precedenza come strada Crociera per via del fatto che forma una croce con la via XXI Ottobre. Oggi è denominata via Crocieri[17]), via Mezzasalma (nota in precedenza come strada Bucceri, derivazione dell’originario termine francese boucher - dominazione normanna o angioina - che significa macellaio, fu così denominata per onorare la memoria di una famiglia aristocratica che aveva dato lustro alla città[12]), via dei Vespri (attuale via Roma), via dei Mille, via torrente Bagheria, via del lido (nota in precedenza come strada Scala, nel documento di divisione del Catasto tra Torregrotta e Roccavaldina del 1932 viene indicata come via Mariano Monte Nuovo, trasformato successivamente nell’attuale via Montenevoso[17]).
- I Vicoli: vico Nazario Sauro, vico Montegrappa, vico Guglielmo Oberdan, vico Francesco Crispi, vico Fabio Filzi, vico Trento, vico Cesare Battisti, vico del Piave, vico IV novembre, vico Trieste. Sono ancora oggi così denominati[18].

Nel 1922 fu avviata la progettazione dell’odierna strada provinciale che unisce Torregrotta con Roccavaldina, i cui lavori furono appaltati nel 1926, e che soppiantò l'antica via Maddalena.

### Il Programma di Fabbricazione del 1974
Il primo tentativo di dotare la città di uno strumento di pianificazione urbanistica fu fatto nel 1956 quando il Consiglio Comunale decise di affidare la progettazione di un piano di sviluppo armonico della città all'ing. Antonio Saladino. Tuttavia, soltanto nel 1969 fu adottato dal Civico Consesso un regolamento edilizio corredato dal Programma di fabbricazione (P.d.F.) redatto dall’ing. Giuseppe Merlino. Il P.d.F. fu definitivamente approvato e reso esecutivo con Decreto Assessoriale della regione Siciliana n. 174 del 26 novembre 1974.

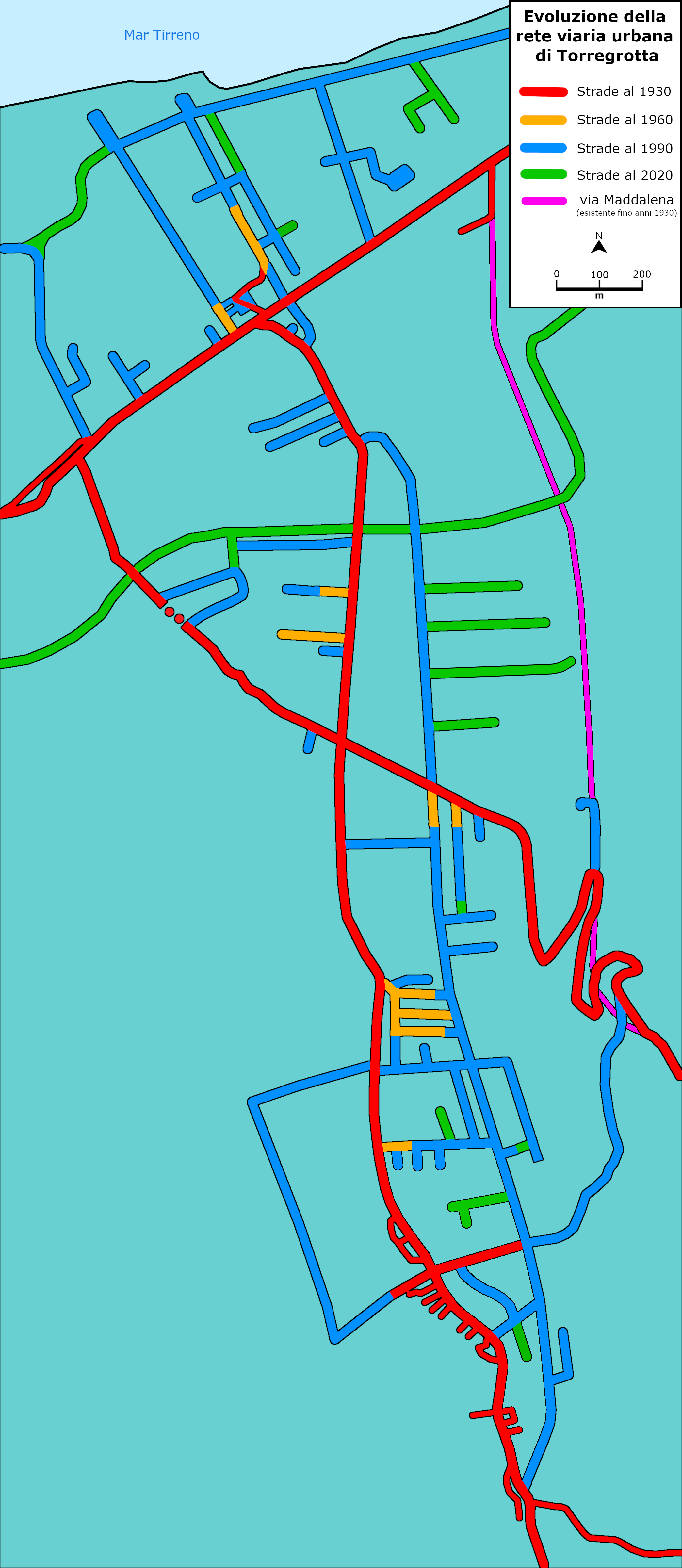
Evoluzione della rete viaria urbana di Torregrotta.

Il programma, seppur minimale, individuò diverse tipologie edilizie dell’abitato, disciplinando i limiti di ciascuna zona, e definì l’espansione residenziale della città lungo due direttrici: viale Europa e via XXI ottobre. Inoltre stabili lo sviluppo abitativo tra la via Nazionale e la costa mediante la realizzazione di una strada litoranea e un reticolo di nuove strade. Nelle intenzioni del Consiglio Comunale si sarebbe dovuto prevedere anche una strada a ovest dell’abitato, parallela alla via XXI ottobre, ma tale arteria fu ritenuta non urbanisticamente giustificata dagli uffici regionali. Inoltre, nel P.d.F. fu contemplato il tracciato della nuova autostrada A20 che sarebbe stata realizzata, nel tratto che attraversa Torregrotta, tra il 1969 e il 1973.
Secondo le prescrizioni di legge, furono individuate diverse aree da destinare ad attrezzature di interesse comune come scuole, parchi, impianti sportivi e parcheggi. Le zone attribuite all’industria e all’artigianato furono due: a ridosso dell'autostrada A20 e a nord verso il confine con Monforte San Giorgio.
Nel 1983, l’assessorato Ambiente della Regione Siciliana approvò, con decreto n.  222 del 24 maggio, alcune varianti al P.d.F. già adottate dal Consiglio Comunale negli anni tra il 1979 e il 1982.: fu principalmente ridotta l’area destinata all’industria al confine con Monforte San Giorgio, individuando al suo posto nuove aree residenziali e agricole   
Con l’ulteriore variante del 1987, approvata con D.A. della Regione Siciliana n. 1253 del 16 ottobre, fu inserita una nuova arteria viaria (viale Laterizi) di collegamento tra le zone industriali, realizzata dal Consorzio per l’Area di Sviluppo Industriale (A.S.I.) della provincia di Messina.

## XXI secolo

### Il Piano Regolatore Generale del 2020
Giunti a scadenza i vincoli del P.d.F., nel 1985 venne affidato l’incarico ad un gruppo di progettisti per l’elaborazione di un Piano regolatore generale comunale (P.R.G.).
(Michele Ministeri, Giuseppe Rodriquez, Progetto di massima del P.R.G. - Relazione tecnica (2009))
Infatti, dal primo progetto di massima, presentato nel 1993, si dovette attendere il 2017 per l’adozione del P.R.G. e il del nuovo regolamento edilizio da parte di un Commissario ad acta.
Da ultimo, il P.R.G. fu definitivamente approvato con Decreto Dirigenziale della Regione Siciliana n. 31 del 16 marzo 2020.
Rispetto al P.d.F. del 1974, che fu prevalentemente incentrato sulla espansione residenziale della città, il P.R.G. è impostato sulla riqualificazione del tessuto urbano esistente e sulla creazione di nuovi insediamenti a carattere vocazionale-economico, limitando lo sviluppo di nuovi edifici residenziali ad una piccola area compresa tra la via Crocieri e il viale Europa.

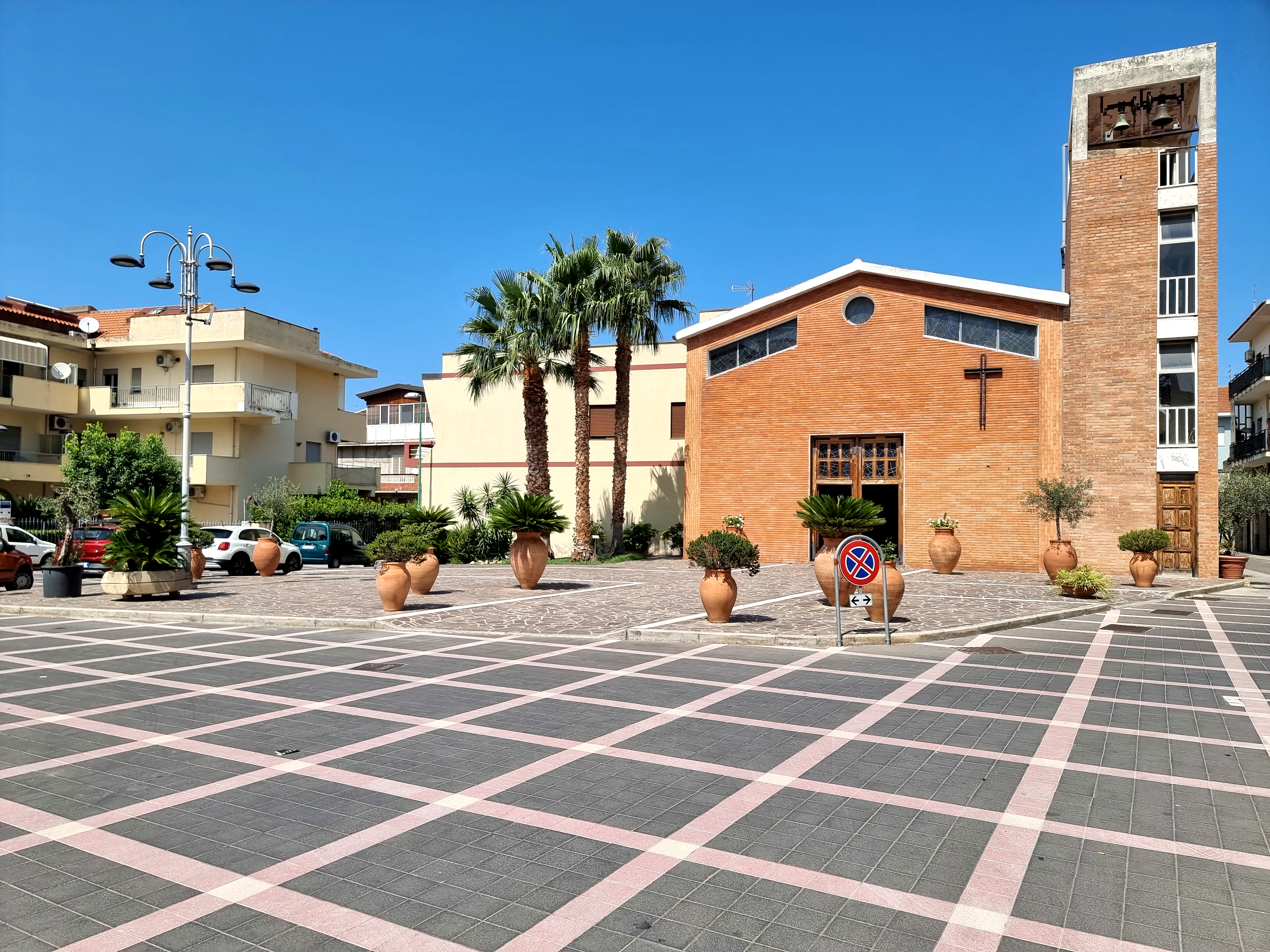
Scorcio di piazza Santa Maria della Scala

Gli spazi non ancora edificati compresi tra via Nazionale e il lungomare Rosario Livatino sono destinati allo sviluppo turistico della città per la realizzazione di strutture ricettive e alberghiere, di attrezzature balneari volte alla diretta fruizione del mare, attrezzature turistiche in genere e residenze stagionali. 
Previste anche aree di espansione per insediamenti a carattere agroturistico ad ovest dell’abitato e in collina a sud-est per la fruizione e la conservazione del paesaggio agricolo torrese.
Alcune zone interne all’abitato sono state individuate per l’espansione commerciale della media e grande distribuzione e direzionale per uffici, sedi aziendali e parcheggi multipiano, mentre le aree destinate all’industria e all’artigianato sono all’incirca le medesime già previste nel Programma di Fabbricazione.
Per la prima volta viene identificato e delimitato il centro storico torrese comprendente il nucleo più antico della città lungo via XXI ottobre.
Due grandi aree – ad est dell’abitato tra lo stadio comunale e il cimitero, e a nord della stazione ferroviaria - sono destinate alla realizzazione di parchi urbani attrezzati. Inoltre, secondo le prescrizioni di legge, sono individuate su tutto il territorio aree per impianti e attrezzature pubbliche sportive, culturali, religiose, per l’istruzione e per parcheggi.
Nell’ambito della viabilità, il piano prevede la trasformazione della vecchia linea ferrata in asse viario, ciclabile e pedonale e la realizzazione di poche nuove strade a completamento dell’abitato che vadano a collegare le vie senza uscita alle arterie principali.